# Tjockhorn
Tjockhorn (Xylaria polymorpha) är en svampart som först beskrevs av Christiaan Hendrik Persoon, och fick sitt nu gällande namn av Robert Kaye Greville 1824. Tjockhorn ingår i släktet Xylaria och familjen kolkärnsvampar.  Arten är reproducerande i Sverige. Inga underarter finns listade i Catalogue of Life.

## Källor

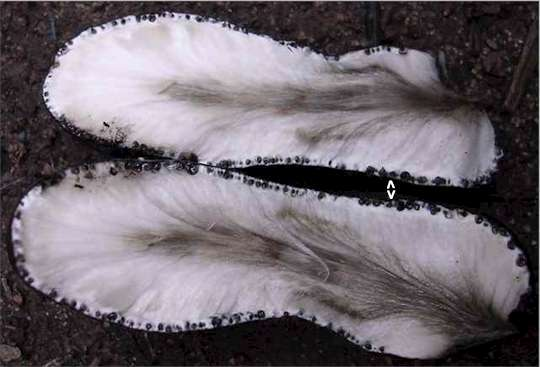
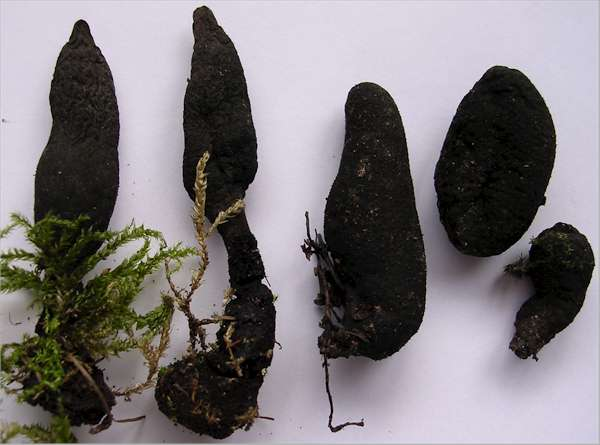